# Far de Punta Needhams
El Far de Punta Needhams està situat a la costa del mar Carib, al sud-oest de Barbados. Va ser construït i il·luminat el 1855.
És un far octogonal, blanc amb blau cel, l'abast amb bon temps del qual era de 8 milles marines. En l'actualitat no funciona.
El far i els seus voltants van ser parcialment restaurats per l'Hotel Hilton. En total, hi ha quatre fars a Barbados.